# 台湾九棘鲈
台湾九棘鲈（学名：Cephalopholis formosa），又名臺灣九刺鮨、藍紋鱠、過魚、石斑，为輻鰭魚綱鱸形目鱸亞目鮨科九棘鲈属的鱼类，俗名蓝纹脍。分布于印度西太平洋區，從印度西部至菲律賓海域，棲息深度10-30公尺，體長可達34公分，棲息在礁石區，屬肉食性，可做為食用魚。该物种的模式产地在印度。

## 扩展阅读
維基物種上的相關：台湾九棘鲈